# Поль Жерве
Франсуа Луї Поль Жерве́ (фр. François Louis Paul Gervais, нар.26 вересня 1816 — †10 лютого 1879) — французький зоолог, палеонтолог і ентомолог.

## Біографія
Жерве народився в Парижі, де отримав дипломи доктора наук і медицини, а в 1835 році почав палеонтологічні дослідження асистентом у лабораторії порівняльної анатомії в Національному музеї природознавства (Париж). У 1841 році він отримав кафедру зоології та порівняльної анатомії на факультеті наук у Монпельє, де в 1856 році був призначений деканом. У 1848—1852 рр. з'явилася його важлива праця Zoologie et paléontologie françaises, яка доповнювала палеонтологічні публікації Жоржа Кюв'є та Анрі Марі Дюкроте де Бленвіля; у 1859 році було випущено друге й значно покращене видання. У 1865 році він прийняв посаду професора зоології в Сорбонні, вакантну через смерть Луї П'єра Гратіоле; цю посаду він залишив у 1868 році на кафедру порівняльної анатомії в Паризькому музеї природної історії, анатомічні колекції якого значно збагатилися завдяки його зусиллям. Він помер у Парижі 10 лютого 1879 року.
За словами Флорентіно Амегіно, Пол Жерве вивчав колекцію скам'янілостей, отриману від Хуана Мануеля де Росаса, губернатора Буенос-Айреса. Раніше ця колекція була подарована або примусово передана провінції Буенос-Айрес Франсіско Хав'єром Муньїсом.

## Публікації
- Zoologie et paléontologie françaises (1848—1852)
- Histoire naturelle des Mammifères (1854—1855)
- Éléments des sciences naturelles: zoologie comprenant l'anatomie, la physiologie, la classification et l'histoire naturelle des animaux, 1866
- Zoologie et Paléontologie générales.

## Описані види
- Octodontomys gliroides Жевре, Орбіньї 1844
- Pontoporia blainvillei Жевре, Орбіньї 1844
- Sotalia fluviatilis Жевре, Девіль 1853
- Tarsipes rostratus Жевре, Веро 1842
- Mesoplodon europaeus Жевре 1855
- Aphanius apodus Жевре 1853
- Леопард Жоффруа Орбіньї, Жевре 1844
- Гундієві (Родина) Поль Жерве, 1853